# Metropole 6
Metropole 6 eller mer känd som M6 är en fransk privatägd TV-kanal. Den har näst högst tittarsiffror av de privata kanalerna efter landets totalt sett mest sedda TV-kanal TF1.
Kanalen startade sina sändningar den 1 mars 1987. Programmen riktar sig till tonåringar och yngre vuxna med fokus på underhållning i olika former. M6 blev 2001 den första franska TV-kanalen att sända dokusåpor genom programmet Loft Story som orsakade mycket skriverier i Frankrikes dagspress.